# 紹倫巴赫河
51°27′48.03″N 8°20′32.05″E / 51.4633417°N 8.3422361°E
紹倫巴赫河（德語：Schorenbach），是德國的河流，位於該國西部，處於北萊茵-威斯特法倫州，屬於韋斯特河的左支流，河道全長5公里，流域面積20.8平方公里。